# Русская истинно-православная церковь

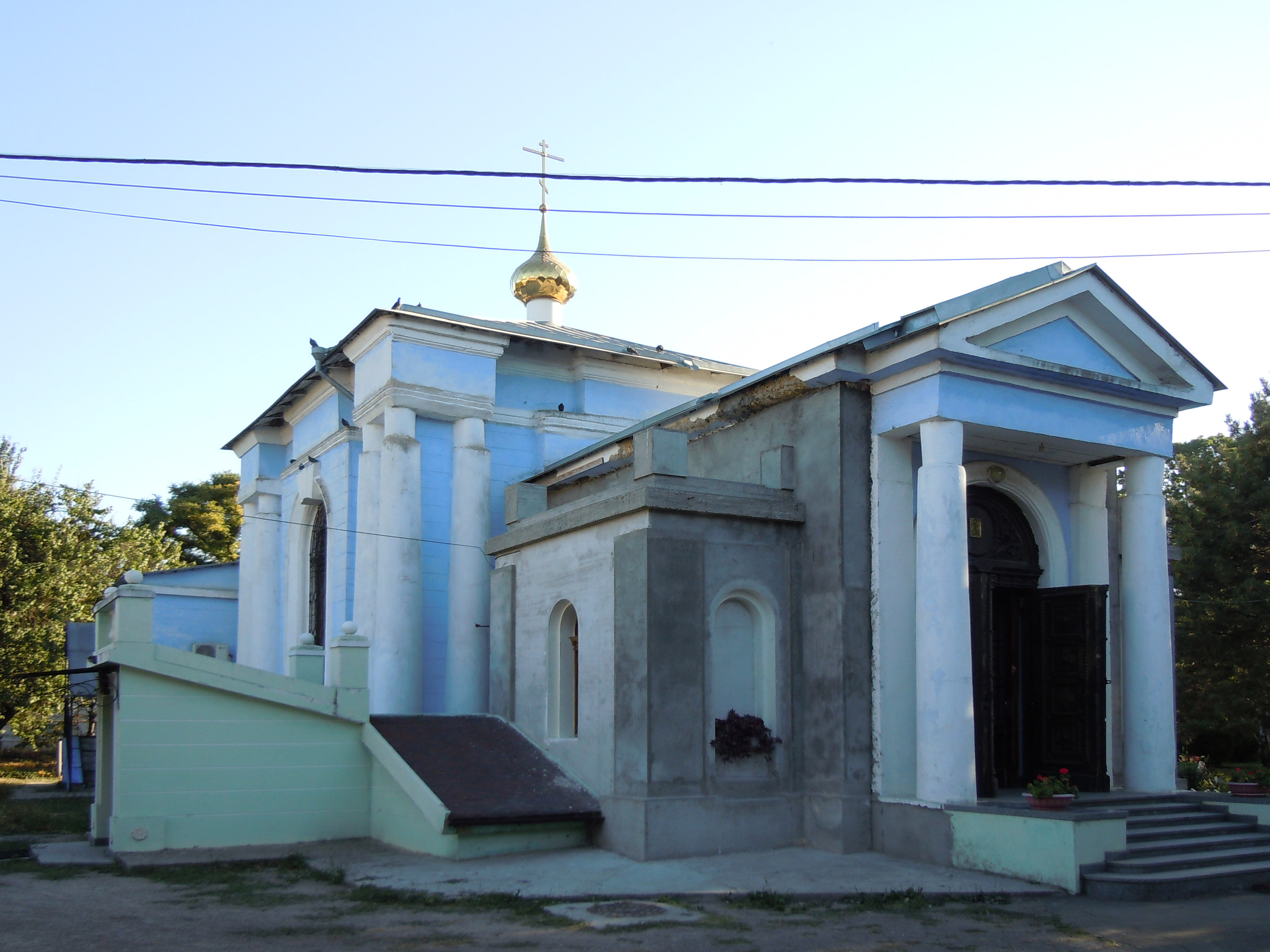
Кафедральный собор праведного Иоанна Кронштадтского в Одессе

Ру́сская исти́нно-правосла́вная це́рковь (сокращённо РИПЦ) — малочисленная православная юрисдикция русской традиции вне общения со Вселенским православием, возникшая в 2001 году в результате ухода из Русской православной церкви заграницей ряда клириков, служивших на территории стран бывшего СССР, во главе с архиепископом Лазарем (Журбенко) и епископом Вениамином (Русаленко). Ныне возглавляется Синодом под председательством архиепископа Омского и Сибирского Тихона (Пасечника).

## История

### В составе РПЦЗ
Первоначальную основу РИПЦ составили клирики и миряне, признавшие своим главой епископа Лазаря (Журбенко), который был в 1982 году единолично поставлен в епископы прибывшим по туристической визе в СССР викарным епископом Варнавой. Лазарь начал ездить по стране и рукополагать во священники членов катакомбных общин. Далеко не все катакомбные общины перешли под омофор епископа Лазаря, чему способствовало, с одной стороны, его единоличное рукоположение, с другой стороны, тот факт, что в 1970-е годы он был священником «сергианской» церкви.
С 1990 года Русская православная зарубежная церковь (РПЦЗ) начала активно открывать на территории СССР свои приходы, принимая в свои ряды клириков Московского патриархата. Тогда же был сформирован альтернативный центр РПЦЗ в России — Суздаль, где в РПЦЗ перешёл архимандрит Валентин (Русанцов), в следующем году рукоположённый во епископа. Это вызвало резкое недовольство епископа Лазаря, считавшего, что Русская зарубежная церковь должна окормлять лишь паству за рубежом, а российские приходы должны подчиняться ему. Осенью 1990 года был хиротонисан во епископа Вениамин (Русаленко), келейник архиепископа Лазаря, который с 1991 года возглавлял Кубанскую и Черноморскую епархию РПЦЗ.
Духовным центром будущей РИПЦ стал Кресто-Воздвиженский катакомбный монастырь на Кубани.
В 1998 году обе лазаревские епархии, находившиеся в юрисдикции РПЦЗ, прошли процедуру официальной регистрации под наименованием «Русская истинно-православная церковь» (РИПЦ). В том же году митрополит Виталий (Устинов), первоиерарх РПЦЗ, издал указ, согласно которому данное наименование вводилось и в церковный оборот.

### Отделение от РПЦЗ и отмежевание от РПЦЗ(В)
Осенью 2001 года ряд клириков и мирян РПЦЗ не признали уход на покой митрополита Виталия (Устинова) и избрание новым первоиерархом митрополита Лавра и образовали неканоническую РПЦЗ(В), формальным главой которой стал митрополит Виталий. При этом архиепископ Лазарь и епископ Вениамин стали считать своим главой митрополита Виталия, но не признали епископских хиротоний Сергия, Варфоломея и Владимира, совершённых в Мансонвилле.
Объявив епископов Евтихия и Агафангела ушедшими в раскол, Лазарь и Вениамин со своими сторонниками провели 17—18 апреля 2002 года в храме Иверской иконы Божией Матери в Воронеже II Всероссийское совещание архиереев, духовенства и мирян РИПЦ. На совещании был принят итоговый документ, выразивший идеологические православные принципы российских преосвященных и духовенства РИПЦ, и два обращения: к первоиерарху РПЦЗ митрополиту Виталию и к архиепископу Варнаве. Главнейшим постановлением данного собрания было решение о необходимости скорого проведения хиротоний новых архиереев «Русской истинно-православной церкви» и последующего преобразования «Архиерейского совещания российских преосвященных» в Архиерейский синод РИПЦ. На это, как утверждают представители РИПЦ, было получено письменное благословение митрополита Виталия.
20 апреля 2002 года Архиерейское совещание Северо-Американских преосвященных РПЦЗ(В) с участием духовенства постановило: «Несмотря на то, что Высокопреосвященнейший Митрополит Виталий дал своё личное согласие, решение о создании церковной администрации в России находится в ведении всего Архиерейского Собора. До и вне соборного решения, вопреки Правилу 34-му Святых Апостолов, то есть в силу своей неканоничности, никакой отдельной церковной администрации в России образовано быть не может. Следовательно, и архиерейские хиротонии в России могут совершаться только по решению Архиерейского Собора РПЦЗ».
28 июля 2002 года в Одессе состоялось расширенное заседание Архиерейского совещания преосвященных Русской истинно-православной церкви с участием духовенства и мирян, которое его сторонниками было названо «единственным сохранившимся после раскола в РПЦЗ каноническим органом управления епархиями и приходами». На основании распоряжения-завещания митрополита Виталия от 26 февраля (11 марта) 2002 года было принято решение совершить архиерейские хиротонии для российских епархий РИПЦ.
В августе 2002 года архиепископ Лазарь и епископ Вениамин без согласования с Синодом РПЦЗ(В) совершили целый ряд архиерейских посвящений: иеромонах Дионисий (Алфёров) был рукоположён во «епископа Боровического» (Новгородская область), архимандрит Ириней (Клипенштейн) во «епископа Верненского» (Казахстан), игумен Гермоген (Дуников) во «епископа Жлобинского» (Белоруссия) и иеромонах Тихон (Пасечник) во «епископа Шадринского».
От лица самого митрополита Виталия, на которого ссылаются представители РИПЦ, неоднократно выходили заявления в письменной форме, в которых говорилось, что благословения на открытие «параллельного синода» митрополит не давал, и что его, по канонам Православной церкви, мог дать только Архиерейский собор РПЦЗ(В).
В «Разъяснении современного канонического положения в Русской православной церкви», принятого на 12-м совещании российских преосвященных 11 (24) июня 2003 года: «Признание встречи Владыки Митрополита Виталия с викарным Еп. Варнавой (в октябре-ноябре 2001 г.) Собором всей полноты Русской Поместной Церкви, является серьёзной канонической ошибкой. К тому же, первым деянием Митрополита Виталия после приезда в Мансонвилль было возвращение им власти Первоиерарха после ухода на покой, что уже само по себе требует соборного утверждения. Владыка Митрополит обязан был руководиться параграфом 1-м Положения о РПЦЗ, требующего, во-первых, соборного решения об учреждении структуры церковной власти и, во-вторых, соответствия действий Патриаршему Указу за № 362. Оба этих положения вопиют о необходимости совместных действий Митрополита и Еп. Варнавы с Российскими Преосвященными Лазарем и Вениамином. Вместо этого канонически необходимого начала подлинного возрождения РПЦЗ, Митр. Виталий (очевидно уже тогда введённый в заблуждение интригой против Российских Преосвященных), принимает ошибочное решение о восстановлении епископата для зарубежной части РПЦЗ, не согласовав свои действия с Российскими архиереями (что и носило бы характер подлинной соборности), притом с восстановленным только им самим в архиерейских правах викарным Еп. Варнавой».
Имея целью создание альтернативы «Русской истинно-православной церкви» и удержание за собой части российских приходов, Архиерейский синод РПЦЗ(В) принял решение о рукоположении собственных российских архиереев. С этой целью 28—30 июня 2003 года в Париже были хиротонисаны викарий Европейской епархии епископ Бэлтский и Молдавский Антоний (Рудей), епископ Владивостокский и Дальневосточный Анастасий (Суржик) и викарий Европейской епархии епископ Славянский и Южно-Российский Виктор (Пивоваров).
5 июля 2003 года было созвано XII совещание российских преосвященных РИПЦ, в первую очередь, высказавшее следующее отношение к поставлению российских иерархов РПЦЗ(В): «Отношение Архиерейского Синода РИПЦ к совершенным в Париже хиротониям определяется, прежде всего, невозможностью признать сложившуюся вокруг пленённого Старца-Митрополита Виталия „церковную“ структуру правопреемницей Архиерейского Синода Русской Православной Церкви Заграницей».
Совещанием было принято решения о полном дистанцировании от РПЦЗ(В) и самоорганизации Русской истинно-православной церкви на платформе абсолютной независимости. В этой связи «Архиерейское совещание российских преосвященных» было преобразовано в Архиерейский синод «Русской истинно-православной церкви» во главе с архиепископом Лазарем. Вторым определением совещания стало образование четырёх самостоятельных епархий (Черниговской и Гомельской, Верненской и Семиреченской, Новгородской и Тверской, Омской и Тамбовской) и наделение всех четырёх викарных епископов статусом правящих архиереев.

### РИПЦ в 2005—2013 годы
30 июня 2005 года архиепископ Лазарь скончался, после чего юрисдикцией временно управлял Вениамин до избрания 7 июля епископа Омского и Сибирского Тихона главой Синода РИПЦ, в связи с чем он был возведён в достоинство архиепископа. Вместе с тем, Тихон стал лишь председателем Синода РИПЦ, место же первоиерарха РИПЦ так и осталось незанятым.
29 декабря 2005 года был принят первый приход в США — Успенский приход РПЦЗ(В) в городе Стаффорд во главе с протоиереем Анатолием Трепачко. 24 ноября 2006 года Архиерейский Синод РИПЦ принял решение о временном приёме под свой омофор приходов и клириков РПЦЗ, резко критиковавших примирение с Московским Патриархатом. В определении Синода РИПЦ по этому поводу говорилось: «Эти вынужденные канонические меры были предприняты Архиерейским Синодом для оказания помощи Зарубежной Церкви в восстановлении её канонического епископата и церковного управления <…> После восстановления Архиерейского Синода РПЦЗ Русская Церковь будет представлять две равночестные части — РИПЦ и РПЦЗ, при разных церковных администрациях, в евхаристическом общении и духовном единстве».
В 2006—2007 годах в РИПЦ перешли ряд приходов и клириков, не согласных с подписанием Акта о каноническом общении между РПЦЗ с РПЦ; так, в мае 2007 года в юрисдикцию Синода РИПЦ перешёл Леснинский женский монастырь РПЦЗ во Франции, при котором была основана «Православная духовно-просветительская миссия».. Для приходов в США был рукоположён во епископа Трентонского вдовый протоиерей Стефан Сабельник.
В феврале 2008 года во Франции архиепископ Тихон встречался с секретарём греческого старостильного Хризостомовского синода епископом Фотием (Мандалисом). Как пояснил сам Тихон на епархиальном собрании Одесско-Харьковской епархии, «эта встреча носила не частный, а официальный характер и была благословлена обоими нашими Синодами. Речь идёт об установлении евхаристического общения между Русской Истинно-Православной Церковью и Истинно-Православной Церковью Греции».
С 26 октября по 2 ноября 2008 года состоялся Освященный собор в Одессе, на котором было принято «Положение о РИПЦ». Согласно ему, в межсоборный период руководящим органом РИПЦ является Архиерейский синод во главе с архиепископом.
По сведениям РИПЦ на 2008 год, она насчитывала около 200 приходов и общин — в основном малые «катакомбные» группы, не афиширующие своей деятельности, хотя в приведённым списке приходов и клириков их намного меньше, едва ли больше 50.
Резонанс в РИПЦ имел поступок епископа Гермогена (Дуникова), который в осенью 2009 года совершил над собой неизвестное православию «восполнение водной стороны» чина крещения через троекратное погружение. О совершённом поступке он объявил на совместном заседании Синодов ИПЦ Греции и РИПЦ в октябре того же года в Афинах. Этот факт Синодом РИПЦ замалчивался более трёх лет, пока не разразился публичный скандал, после чего решением Синода РИПЦ от 18—21 декабря 2012 года он был запрещён в священнослужении на год.
В апреле — июне 2010 года Дионисий (Алфёров) и Ириней (Клипенштейн) покинули РИПЦ и присоединились к неканонической юрисдикции — РПЦЗ юрисдикции Агафангела (Пашковского).
19—25 октября 2010 года Архиерейский собор РИПЦ присоединил к Собору новомучеников и исповедников Российских архиепископа Гермогена, протоиерея Серафима Купчевского, протодиакона Алексия Борисова и иже с ними пострадавших, расстрелянных югославскими коммунистами в 1945 году. Все они были деятелями неканонической Хорватской православной церкви, на них были наложены прещения со стороны Архиерейского синода РПЦЗ по причине их ухода в раскол. Данное деяние послужило основанием к ухудшению отношений РИПЦ с неканоничной «Сербской истинно-православной церковью», резко осуждающей политику государственного и церковного сепаратизма, проводившуюся в годы Второй мировой войны на территории Хорватии. Желание сберечь отношения с «Сербской истинно-православной церковью», пребывающей в юрисдикции «хризостомовского» («флоринитского») Синода Церкви ИПХ Греции, побудило Архиерейский синод РИПЦ 15 декабря того же года принять решение о «приостановлении» действия «Акта о причислении к Собору Новомучеников и Исповедников Российских священномученика архиепископа Гермогена (Максимова) и иже с ним пострадавших».
В ноябре 2011 года к РИПЦ присоединился церковный публицист из Великобритании Владимир Мосс с женой. Эта смена юрисдикции стала для него десятой.

### Нестроения и расколы. Изменение экклесиологии
Начавшийся в 2014 году вооружённый конфликт на востоке Украины расколол данную юрисдикцию. Как отмечал Григорий (Лурье) в декабре 2014 года, «за почти неживым лицом официального сайта этой юрисдикции бушуют поистине африканские страсти. Уже с июня решения Синода этой Церкви перестали публиковаться или хотя бы доводиться до сведения верующих. Или, ещё точнее, дело обстоит так: решения Синода излагаются главой этой юрисдикции, Архиепископом Тихоном Омским, для одних верующих так, а для других — иначе (иногда к удивлению случайно оказавшихся рядом первых верующих). Одни молятся о победе „Новороссии“, другие — не молятся или даже молятся, но о победе Украины…»
В феврале 2015 года сайт «Церковные ведомости», ранее бывший де-факто официальным сайтом РИПЦ, объявил, что «редакция пришла к выводу о необходимости полностью посвятить сайт миссионерству и сделать его вне-юрисдикционным. В связи с чем наше издание впредь не принадлежит ни к одной из церковных юрисдикций, является авторским проектом и считает своим долгом освещение и проповедь традиций и наследия Катакомбной Церкви и Русской Православной Церкви Заграницей».
20 июня 2015 года на встрече архиепископа Тихона, епископа Вениамина и «делегации греческих священников Русской православной церкви заграницей — архимандрита и двух иереев», которая была названа «историческим заседанием Священного синода Русской православной церкви заграницей» была образована «Русская православная церковь в Греции».
24 ноября 2015 года из РИПЦ вышел епископ Стефан и вместе со своей епархией перешёл на акефальное положение.
24 февраля 2016 года Синод РИПЦ постановил: «В продолжение традиции Святителя Филарета (Вознесенского), который принимал под свой омофор греческих клириков и монастыри в Греции и за её рубежами, продолжить эту практику, мотивом которой служит исполнение Архиереями РИПЦ своего долга не оставлять верных во власти отступающих от чистоты Православия».
27 марта 2016 года было опубликовано заявление 11 клириков Омско-Сибирской епархии РИПЦ (протоиерей Василий Савельев, архимандрит Илия (Емпулев), иеромонах Ермоген (Петров), иерей Лев Степаненко, иерей Валерий Ивашов, иерей Павел Ермоленко, иерей Евгений Прокофьев, иерей Сергий Чулков, иерей Александр Кремер, иеродиакон Нил (Титов), чтец Александр Хитров), в котором было изложено несогласие с позицией Синода РИПЦ, обвинения в адрес Синода и провозглашено «временное прекращение евхаристического общения» с архиепископом Тихоном и всеми, кто исповедует новую «бостонскую экклесиологию», что означает новый раскол в РИПЦ. Конфликт длился около двух лет, в Синод РИПЦ были направлены десятки писем с просьбой пересмотреть принятые решения. Не получив ответа, вышеперечисленные клирики вышли из подчинения Синоду, начав возносить за богослужениями имя ранее разорвавшего с РИПЦ епископа Трентонского и Северо-Американского Стефана (Сабельника).
21 ноября 2016 года Леснинский Богородицкий монастырь «ввиду очевидной дезорганизации управления Синода РИПЦ и уклонения от канонической линии Русской Зарубежной Церкви приснопамятных митрополитов Антония, Анастасия, свят. Филарета и Виталия, а также указов и действий, направленных на разрушение церковной жизни» вышел из подчинения Синода РИПЦ и объявил о переходе под омофор Сербской истинно православной церкви. Вместе с монастырём ушла и «Духовно-просветительская миссия» при нём. После этого у РИПЦ не осталось постоянных приходов в Западной Европе.
Состоявшийся 18-20 октября 2017 года Собор вернул епископу Гермогену (Дуникову) статус правящего архиерея «Гомельского и Брянского» и наделил архиепископа Тихона (Пасечника) титулом Первоиерерха РИПЦ и избрал архимандрита Филарета (Бассет-Климатакиса) епископом «Палинийским и Западно-Европейским». 22 октября 2017 года в городе Азове состоялась его епископская хиротония.
В июле-августе 2018 года 5 клириков РИПЦ в Австралии вместе с тремя окормляемыми ими приходами перешли в Австралийскую епархию «Зарубежного округа», возглавляемую епископом Андреем (Ерастовым). После этого верность Синоду РИПЦ в Австралии сохранила лишь часть прихода храма Казанской иконы Божией Матери, окормлять который был ранее назначен иерей Сергий Медецкий из Хмельницкого.
28 декабря 2024 года епископ Савватий (Безкоровайный) направил письмо в адрес Архиерейского синода РИПЦ, в котором обвинял последний в том, что он не «называет зло злом, не поддержал ни словом ни делом страждущую паству в Украине и запретил оказывать любую помощь, не запрещает своим чадам участвовать прямо или косвенно в военных действиях красной армии, говорит что украинские приходы находятся на „проблемной территории“, не хочет отречься от слов что „в настоящее время цели русских православных людей и путинского режима совпадают“. Как могут совпадать цели святой Церкви, непорочной Невесты Христовой с целями богоборцев и сатанистов?». Епископ Савватий обвинил Архиерейский синод РИПЦ в «сергианстве» и в том, что «хотя синод декларирует свою непричастность к сергианству, но на деле очень во многом схож с МП» и заявил о переходе на «автономное положение», основывая свои действия на 15 правиле Двукратного Константинопольского собора. В ответ последовал указ Архиерейского синода РИПЦ от 29 декабря 2024 года о запрещении епископа Савватия в священном служении.

## Учение и идеология

### Отношение к РПЦЗ
Идеология РИПЦ во многом заимствована у РПЦЗ, в составе которой она пребывала до 2001 года; причём данные идеи заимствовались, как правило у наиболее радикальных и непримиримых авторов последней. Так, из трудов, написанных в РПЦЗ, были взяты: критика «сергианства» и экуменизма, причём и то и другое часто рассматривалось как ересь; критическое отношение к советской власти и коммунизму; апология монархизма и идеализация дореволюционной России; приписывание русским царям роли «удерживающего» (2Фес. 2:7); критика Московского патриархата вплоть до обвинений в безблагодатности и деление в связи с этим поместной Русской церкви на зарубежную (то есть РПЦЗ) и катакомбную часть; активное использование термина «катакомбная церковь», введённого в оборот в конце 1940-х годов бежавшим на запад Иваном Андреевским; обвинение всех остальных поместных православных церквей в апостасии в связи с экуменической деятельностью, переходом ряда из них на новоюлианский календарь, а также из-за поддержки ими Московского патриархата и другое.
Архиепископ Лазарь (Журбенко) в своём отношении к РПЦЗ исходил из того, что поместная Русская (или Российская) церковь к началу 1990-х годов была представлена двумя равнозначимыми частями: РПЦЗ за рубежном и «катакомбной церковью» в странах бывшего СССР. Из этого мнения, также почерпнутого в РПЦЗ, он делал вывод, что РИПЦ должна была представлять собой такую же самоуправляемую часть Русской православной церкви, какой являлась РПЦЗ. В то же время в самой РПЦЗ Лазаря (Журбенко) считали только главой приходов РПЦЗ в странах бывшего СССР, а не главой отдельной церкви, что в конечном итоге породило в 1990-е годы как конфликты между РПЦЗ и РИПЦ, так и конфликты между клириками российских приходов РПЦЗ.
В виду несогласия с решениями архиерейского собора, состоявшегося в октябре 2001 года, РИПЦ отделяется от РПЦЗ, но и после этого теория двух частей Русской церкви в РИПЦ не исчезла. Она выразилась в принятии в РИПЦ приходов РПЦЗ, не согласных с готовящимся восстановлением евхаристического общения с Московским Патриархатом. При этом от переходящих из РПЦЗ не требовали какого либо покаяния. 24 ноября 2006 года Архиерейский Синод РИПЦ принял решение о временном приёме под свой омофор приходов и клириков РПЦЗ, где говорилось о вынужденности таких мер «для оказания помощи Зарубежной Церкви в восстановлении её канонического епископата и церковного управления <…> После восстановления Архиерейского Синода РПЦЗ Русская Церковь будет представлять две равночестные части — РИПЦ и РПЦЗ, при разных церковных администрациях, в евхаристическом общении и духовном единстве».
Акт о каноническом общении, подписанный в мае 2007 года, Священноначалием РИПЦ негативно оценивается как «церковная уния». При переходе в РИПЦ клириков РПЦЗ, вошедшей в состав Московского Патриархата, иерархами РИПЦ поясняется, что в 2007 году состоялось воссоединение с Московским Патриархатом не всей полноты РПЦЗ, а лишь только Архиерейского синода.
Из перешедших в РИПЦ приходов была сформирована епархия, названная «Северо-Американской епархией РПЦЗ», которая на состоявшемся в октябре 2008 года в Одессе Освященном Соборе РИПЦ, была признана независимой в управлении с правом организации высшего церковного управления РПЦЗ. Однако в дальнейшем Синод РИПЦ отказался от решений Собора и более ранних зяавлений, предприняв попытку подчинения приходов Северо-Американской епархии непосредственно председателю Синода.
После назначения секретарём Синода РИПЦ протопресвитера Виктора Мелехова официальная позиция притерпела изменения. Так, 7 марта 2016 года на сайте Синода был опубликован «Ответ Синода на круг вопросов, затронутых в обращениях клириков Омско-Сибирской епархии и им сочувствующих», который обозначил новое мировоззрение руководства РИПЦ: «В 1994 году… РПЦЗ официально приняла еретическую, крипто-экуменическую экклезиологию…» (имеется в виду вступление РПЦЗ в общение со старостильным Синодом противостоящих), «что многое из недавнего „предания“ РПЦЗ — в особенности некоторые решения её Соборов и иерархов — были неправильны и противоречили Священному Преданию…», «РИПЦ замедлила в признании ереси киприанизма по сравнению с другими частями Истинно-Православной Церкви…», а сам протопресвитер Виктор Мелехов, ушедший в Бостонский синод в 1986 году и лишённый тогда в РПЦЗ сана не раскольник, а исповедник и «достоин… похвалы за свою ревностность о вере, а его запрещение должно быть признано недействительным», что вероисповедание клириков, не разделяющих идеи антикиприанизма, следует считать еретическим, и никаких соборных решений для этого уже не требуется.

### Рецепция понятия «катакомбная церковь»
Как и представители радикальной части РПЦЗ, деятели РИПЦ рассматривали «катакомбную церковь» как единственную истинную церковь в СССР. Но если в РПЦЗ, по крайней мере до 1990 годов, не конкретизировали, какую из нелегальных групп они считают каноничной, то Лазарь (Журбенко), а за ним и вся РИПЦ, рассматривали в таком качестве только себя, считая все другие «катакомбные» юрисдикции находящимися в расколе. Смерть непоминающих епископов канонического поставления в результате репрессий и иных причин, которые не оставили себе преемников, рассматривалась в РИПЦ как полное исчезновение канонического епископата на территории СССР. Как отмечал архиепископ Лазарь (Журбенко) в 1993 году: «С середины 60-х годов в России Истинно-Православная Церковь очутилась на положении вдовствующей, подобно как в древности долгое время Карфагенская Церковь оставалась без Епископов дважды». Епископская хиротония клирика Лазаря (Журбенко) рассматривалась в РИПЦ как восстановление апостольской преемственности катакомбной церкви. На основании доклада епископа Лазаря Архиерейский Синод РПЦЗ отказал в признании каноничности иерархий Антония Голынского-Михайловского, Геннадия Секача и других катакомбных архиереев. Все рукоположённые ими клирики могли отныне приниматься в РПЦЗ только через повторную хиротонию.
В одно из воскресений в конце ноября РИПЦ отмечался «День катакомбных отцов». В последнюю субботу ноября отмечается День памяти жертв большевистских репрессий и Голодомора.
II Освященный собор РИПЦ в октябре 2017 года констатировал, что «в настоящее время Церковь частично вышла из катакомб и продолжает своё служение на ниве Христовой».

### Взаимоотношения с «осколками» РПЦЗ и другими неканоническими юрисдикциями
При отделении от РПЦЗ РИПЦ не признала законность иерархии РПЦЗ(В), созданной тогда же ушедшими из РПЦЗ клириками, так как в РИПЦ признавалась законность ранее наложенных ни них прещений со стороны РПЦЗ. Единственной канонической церковью РИПЦ после этого стала считать только себя. Кроме того, признавалось каноническое достоинство митрополита Виталия (Устинова), поминовение которого продолжалось вплоть до его смерти.
РИПЦ рассматривает себя как единственную каноническую православную церковь. Все остальные православные юрисдикции считаются пребывающими в расколе либо в ереси. Ввиду присущего руководству РИПЦ чувства исключительности, оно отрицало любые попытки «объединения осколков», считая, что все прочие приходы, клирики и миряне, ранее бывшие в РПЦЗ, должны присоединяться к РИПЦ.

### Отношение к Московскому патриархату
В РИПЦ принято крайне негативно относиться к канонической Русской православной церкви. Религиовед Александр Слесарев отмечает, что главным грехом Московского патриархата в РИПЦ считалось проявление лояльности по отношению к коммунистической власти, что именуется «сергианством». Упрекая Московский патриархат за его отказ от политического противостояния советскому государственному строю, деятели РИПЦ приравнивают духовенство канонической Церкви к обновленцам 1920-х годов. Кроме того, участие иерархов и богословов Московского патриархата в экуменическом диалоге воспринимается в РИПЦ как измена Православию ради мнимого объединения всех религий и именуется «ересью экуменизма». Процедура присоединения клирика РПЦ к РИПЦ предполагала не только его публичное покаяние «в соучастии в отступлениях Московского Патриархата» и исполнение епитимии сроком от одного до трёх лет, но и совершение «чина хиротесии», то есть повторного прочтения над присоединяемым молитв священнического/диаконского рукоположения. Таким образом, Русская православная церковь Московского патриархата воспринималась как раскольническая и еретическая часть Поместной российской церкви, имеющая не только определённые искажения в области вероучения, но и в значительной степени повредившая свою мистическую природу.
Под влиянием Виктора Мелехова стало официально отрицаться наличие хотя бы частичной благодати в Московском патриархате, как и иных канонических Поместных православных церквах. Такие заявления выявили разные позиции в РИПЦ по данному вопросу. Одной из причин этого было то, что многие клирики РИПЦ были приняты из Московского патриархата без перерукоположения. Один из священников Омско-Сибирской епархии протоиерей Василий Савельев писал: «Не перестаёшь удивляться самонадеянности людей, которые ни одного дня не были священнослужителями в „официальном православии“, ни одно таинство не совершили, но больше всех кричат: „Там пусто, благодати нет, там ничего не совершается!“ <…> Свидетельствую: когда 25 лет назад я вышел из Патриархии, Благодать там была в полной мере во всех совершаемых таинствах! Уходил не от Благодати, а от беззаконий архиерейских; от того же экуменизма на местном уровне и от невозможности со всем этим бороться изнутри!».
В определении Архиерейского собора РИПЦ, опубликованном 1 декабря 2017 года, «По их [омских священников] собственным свидетельствам, ими не был преодолён соблазн считать подлинными хиротонии, полученные от еретической иерархии Московской патриархии, являющейся одним из лидеров экуменического движения. В связи с этим Архиерейский Собор вынужден напомнить, что основанием для принятия в РПЦЗ и РИПЦ священства МП всегда являлась лишь икономия, в основе которой должно быть искреннее покаяние приходящего в принятии хиротоний от лже-иерархии МП».

### Другое
Под влиянием Владимира Мосса в июне 2018 года Священный синод согласился, «что в сознании современного человека бытует ложное мнение, будто бы теория эволюции Дарвина доказана и общепризнана. В то время как полноценное научное доказательство этой теории невозможно, по причине невозможности проведения эксперимента, и среди учёных мнения относительно происхождения и эволюции жизни на Земле расходятся. Для ограждения паствы от опасного заблуждения Архиерейский Синод принял решение анафематствовать дарвинизм как ересь».

## Епархии
Список епархий согласно официальному сайту:
- Омско-Сибирская (Омск-47)
- Черноморско-Кубанская (Краснодар)
- Гомельская-Брянская
- Винницко-Хмельницкая
- Одесская
- Австралийская
- Западно-Европейская
- Северо-Американское благочиние (Портленд)

## Епископы РИПЦ с 2001 года
В составе РИПЦ, со времени отделения от РПЦЗ в ноябре 2001 года были или находятся следующие иерархи: 
Действующие архиереи
- Тихон (Пасечник), архиепископ Омский и Сибирский, предстоятель РИПЦ
- Вениамин (Русаленко), архиепископ Черноморский и Кубанский, заместитель предстоятеля
- Гермоген (Дуников), епископ Гомельский и Брянский
- Филарет (Бассет-Климатикис), епископ Палинийский и Западно-Европейский

Хронологический список
- Лазарь (Журбенко), архиепископ Одесский и Тамбовский, предстоятель РИПЦ (ноябрь 2001 — 30 июня 2005, умер)
- Вениамин (Русаленко), архиепископ (до 2003 — епископ) Черноморский и Кубанский, заместитель предстоятеля (с ноября 2001)
- Дионисий (Алфёров), епископ Боровичский, викарий предстоятеля (5 августа 2002 — 25 июня 2003), епископ Новгородский и Тверский (25 июля 2003 — 25 декабря 2009, присоединился к РПЦЗ (А))
- Ириней (Клипенштейн), епископ Бурненский, викарий предстоятеля (6 августа 2002 — 25 июня 2003), епископ Верненский и Семиреченский (25 июня 2003 — 24 ноября 2006), епископ Одесский и Харьковский (24 ноября 2006 — июль 2007), вновь епископ Верненский и Семиреченский (июль 2007 — 25 декабря 2009, присоединился к РПЦЗ (А))
- Гермоген (Дуников), епископ Жлобинский, викарий предстоятеля (14 августа 2002 — 25 июня 2003), епископ Черниговский и Гомельский (25 июня 2003 — 18 декабря 2012), епископ  на покое (18 декабря 2012 — июнь 2014), епископ Гомельский и Брянский (с июня 2014)
- Тихон (Пасечник), епископ Шадринский, викарий предстоятеля (18 августа 2002 — 25 июня 2003), епископ Омский и Сибирский (25 июня 2003 — 7 июля 2005), архиепископ Омский и Сибирский, предстоятель РИПЦ (с 7 июля 2005)
- Стефан (Сабельник), епископ Трентонский и Северо-Американский (18 декабря 2007 — 24 ноября 2015, ушёл на акефальное положение)
- Савватий (Безкоровайный), епископ Винницкий, викарий Одесской епрахии (22 октября 2010 — 27 июня 2016), епископ Винницкий и Хмельницкий (27 июня 2016 — 28 декабря 2024, ушёл на акефальное положение)
- Филарет (Бассет-Климатикис), епископ Палинийский и Западно-Европейский (с 22 ноября 2017)